# Suzie
Suzie, artistnamn för Maria Catharina Martina Pereboom, född 21 augusti 1946 i Tilburg i Nederländerna, död 2 mars 2008 i Nordmaling, var en popsångerska som var verksam i Sverige från början av 1960-talet.
Hon skivdebuterade 1963 med "Johnny Loves Me", 1965 gifte hon sig med Lee Kings-basisten Mike Watson. Hon medverkade som "popsångerskan" i filmen Åsa-Nisse i popform 1964. Suzie gav ut inspelningar på svenska, engelska, danska, tyska, nederländska, franska, italienska och spanska under en kort men intensiv karriär, vilket gör att hon näst efter Siw Malmkvist är den svenska artist som spelat in på flest olika språk. Hon talade även finska. Under många år ägde hon ett exklusivt gatukök i Täby, och under senare år samarbetade hon med Eleanor Bodel. Under 2004 medverkade hon i SVT:s program "Diggiloo". Scendebuten skedde i Finland, och Suzie blev upptäckt under ett uppträdande på Gröna Lund. Stora hittar är även "De Wereld Is Leeg Zonder Jou", "Liebe Johnny", "Walking Back To Happiness". Den tyskspråkiga versionen av "Whenever my love passes my by" uppges ha sålt i över en halv miljon exemplar i Västtyskland och Österrike.
Suzie finns representerad i "Stora Schlagerboken" samt medföljande CD-samlingar, och bara veckorna innan hennes död gav tyska Bear Family ut en CD med samtliga hennes tyskspråkiga inspelningar, och en fanklubb startades.
Den 28 augusti 2024 släpptes Suzies låt "My cup of tea", inspelad 1964, för första gången på skiva - samma dag som alstret fyllde 60. Tidigare har låten enbart gått att se på film ("Åsa-Nisse i popform"). Hennes inspelning är historisk då den lär vara den allra första svenska SKA-låten genom tiderna, inspelad bara en kort tid efter Millies "My boy lollipop". På singelns B-sida tolkas Suzies original av soulbandet That Driving Beat med hjälp av projektets ledare, Thomaz Månskugga, samt toastaren Mazaya - som är systerson till Toots Hilbert från Toots & The Maytals. Den 5:e oktober hölls en konsär i Stockholm där alla medverkande band tolkade låten på sitt sätt: Autoklang som rocksteady, That Driving Beat som SKA och Käftsmäll som punk (med svensk text).
Suzie avled 2008 i sitt hem i Nordmaling. Hon efterlämnade sin mor i Nederländerna och en dotter i Danmark. Enligt uppgift är hon begraven i Tilburg, Nederländerna.

## Diskografi i urval – svenska utgåvor
- Hand i hand till lyckans land / Stupid Cupid
- Vi har funnit lyckan / Då är man förälskad (med Mike (Watson))
- Goodbye Jimmy, Goodbye / Rio de Janeiro
- High Hopes / Our Moonlight Wonderland / Aint That Loving You Baby / I Can't Get Over You (alla med Big Dee Irwin)
- Be My Baby / Baby I Love You (med Mike (Watson))
- Johnny Loves Me / Whenever My Love Passes Me By
- Ung & så förälskad / Mer än underbar / Knoll & Tott / Det får ej hända igen
- Gott om tid / Fernando & Filippo / Grabben i ljusblå tröja / Svag i geografi
- Det känns så svårt / Tänk bara på oss / Du går förbi / Dröm inte mer
- Suzie-Shake (1-sidig flexisingel med musik och tal)
- Walkin' Back to Happiness / Det bara händer (Tio i topp: 1)
- Coolie / Wonderin'
- Simsalabim / Nikki snakki mukki mukki
- My cup of tea (inspelad 1964, utgiven 2024)